# Schlossbrauerei Cieszyn

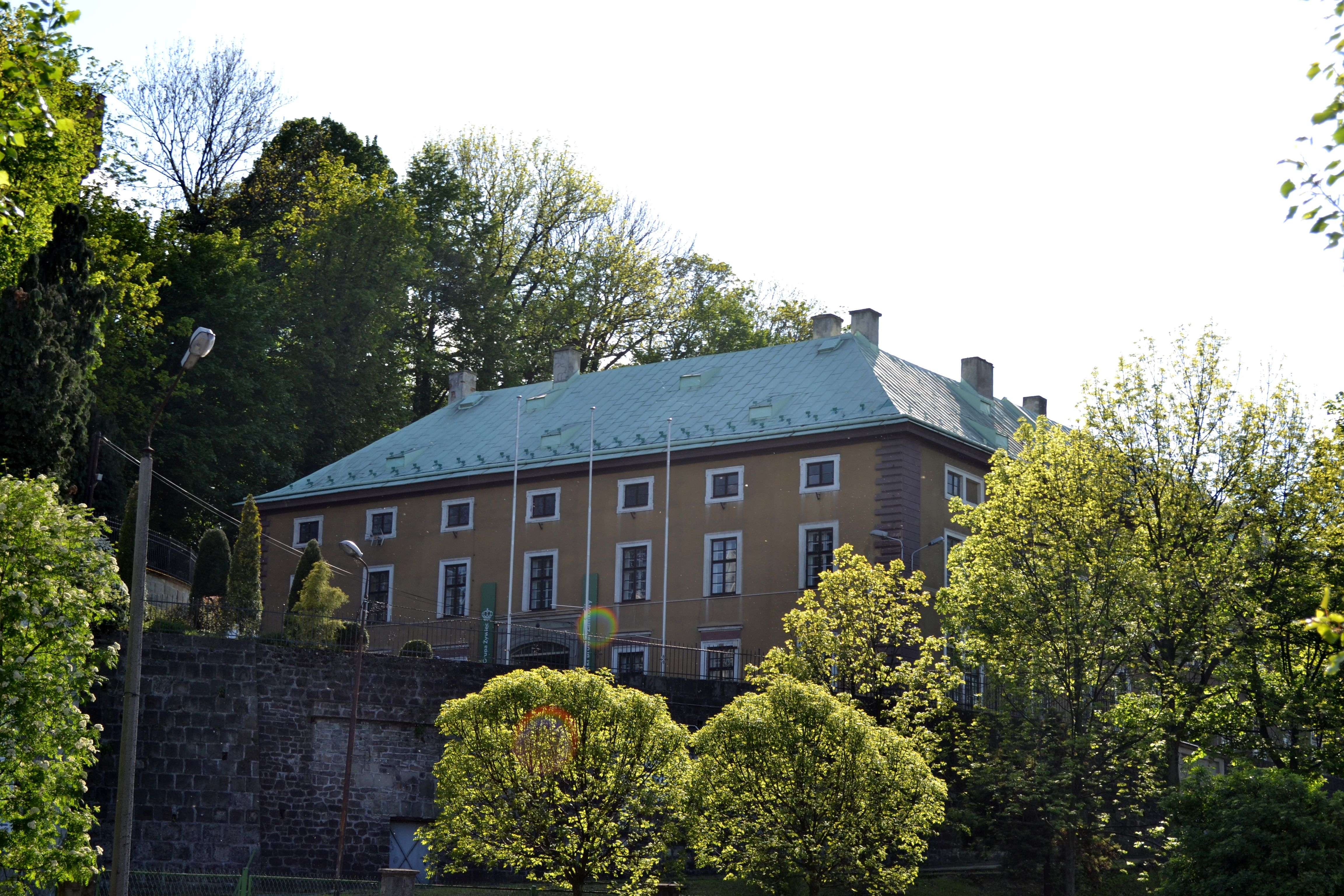
Brauereigebäude

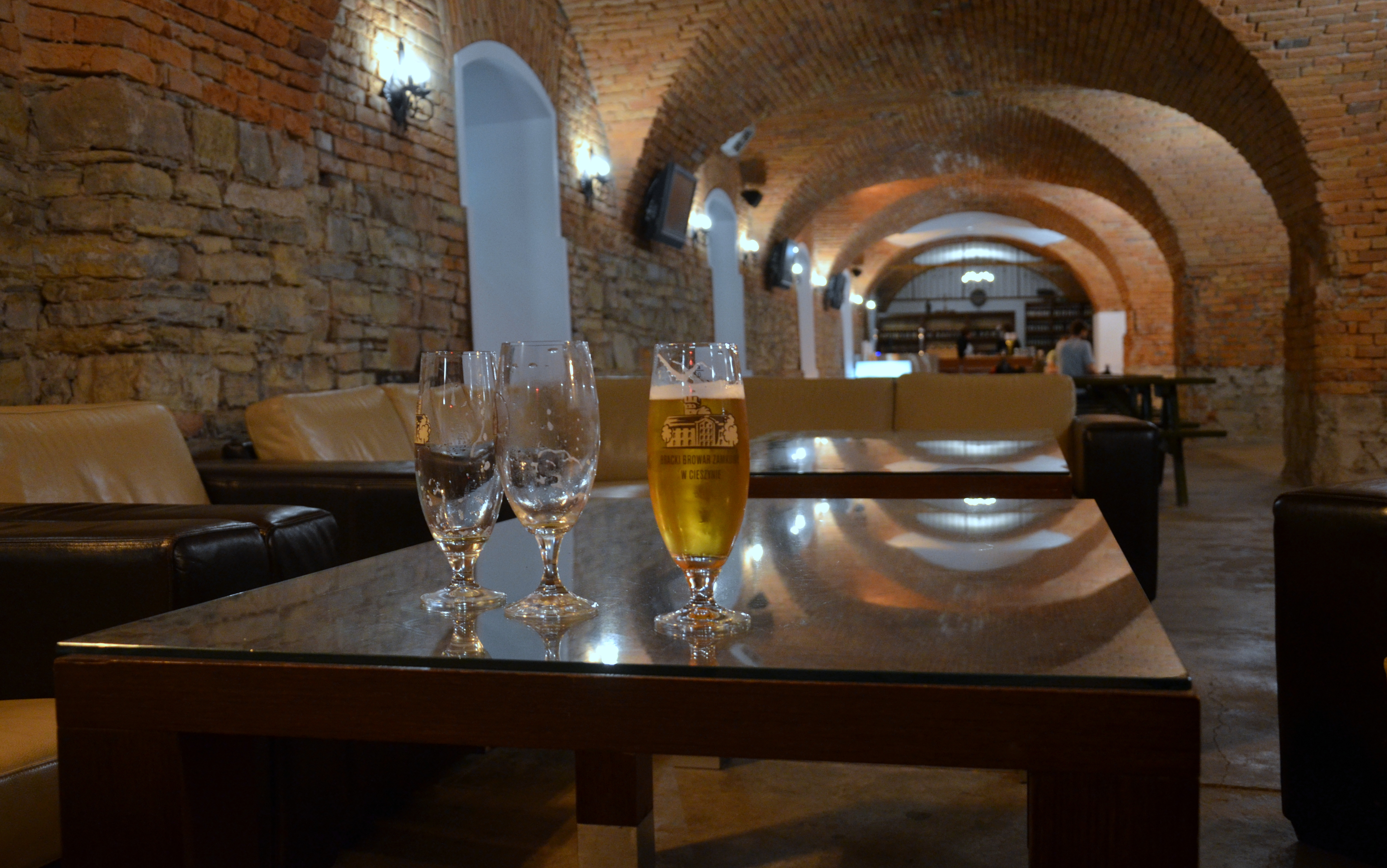
Bierkeller in Cieszyn

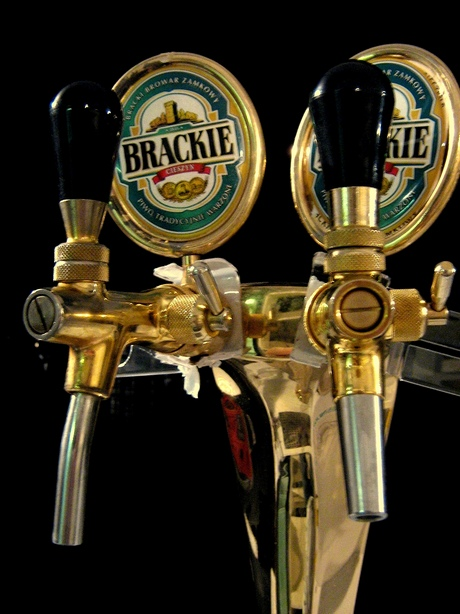
Ausschank

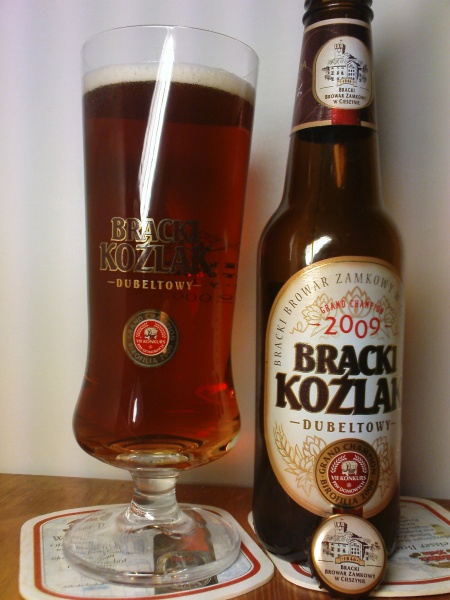
Falsche

Die Browar Zamkowy Cieszyn Sp. z o.o. ist ein polnisches Brauereiunternehmen mit Sitz in Cieszyn (Teschen), welches seit 1998 in Besitz der Grupa Żywiec, eines Tochterunternehmens von Heineken, ist. Der Ausstoß beträgt rund 160.000 Hektoliter pro Jahr.

## Geschichte
Bier wurde in Cieszyn bereits im 15. Jahrhundert aus dem Quellwasser der Olsa, die in den Schlesischen Beskiden entspringt, gebraut. Die Brauerei wurde 1847 von Erzherzog Karl von Österreich-Teschen, dem Inhaber der Teschener Kammer, als Erzherzögliche Schlossbrauerei Teschen auf dem Burgberg gegründet und von seinem Sohn, Erzherzog Albrecht, ausgebaut. Sie wurde im 20. Jahrhundert verstaatlicht sowie nach 1989 privatisiert und kam 1998 an die Grupa Żywiec.

## Logo
Im Logo ist der Piastenturm der Burg Teschen.

## Marken

### Sortiment
Die Brauerei produziert zahlreiche polnische Marken:
- Brackie – Lager
- Żywiec Porter – Imperial Stout
- Żywiec APA – American Pale Ale
- Lager Cieszyński – Lager
- Pszeniczne Cieszyńskie – Hefeweizen
- Mastne Cieszyńskie – Pale Ale
- Stout Cieszyński – Imperial Stout
- Witbier Cieszyński – Witbier
- Sezonowe Cieszyńskie
- Porter Cieszyński – Imperial Stout
- West Coast IPA Cieszyńskie – Pale Ale
- Double IPA Cieszyńskie – Pale Ale
- FES Cieszyński – Foreign Stout
- Zdrój Zamkowy – Pilsner

### Saisonell
- 2009 – Bracki Koźlak Dubeltowy – Doppelbock
- 2010 – Brackie Pale Ale belgijskie – Pale Ale
- 2011 – Bracki Grand Champion Birofilia 2011 – Kölsch
- 2012 – Bracki Rauchbock – Rauchbock
- 2013 – Brackie Imperial IPA – Pale Ale
- 2014 – Dubbel Cieszyński – Dubbel
- 2015 – Cieszyńskie Red Roeselare – Sour Ale
- 2016 – Cieszyński Fruit Wheat – Hefeweizen

## Links
- Marke auf Grupa Żywiec S.A.

## Nachweise
- Ryszard Kincel: Od Mastnego do Brackiego. Z dziejów piwowarstwa cieszyńskiego. Bracki Browar Zamkowy, Cieszyn 2000.
- Aleksander Strojny: Browary w Polsce. Hachette Polska, Warszawa 2009, ISBN 978-83-7575-674-6.